# Paladi(II) cyanide
Palađi(II) cyanide là một dạng hợp chất vô cơ có công thức thực nghiệm Pd(CN)n(2 − n). Đicyanide (n = 2, CAS: [2035-66-7], công thức hóa học: Pd(CN)2) là một polyme phối trí và là hợp chất palađi tinh khiết đầu tiên được phân lập.

## Lịch sử
Trong nỗ lực sản xuất kim loại platin nguyên chất vào năm 1804, W. H. Wollaston đã thêm thủy ngân(II) cyanide vào dung dịch kim loại bạch kim không tinh khiết trong nước cường toan. Kết tủa palađi(II) cyanide này sau đó được đốt cháy để thu hồi kim loại palađi – một nguyên tố mới.

## Cấu trúc
Từ lâu, người ta đã nghi ngờ rằng cấu trúc của palađi(II) cyanide bao gồm các tâm Pd(II) phẳng vuông được liên kết bằng các phối tử cyanide, được liên kết thông qua cả hai nguyên tử cacbon và nitơ. CN kéo dài trong phổ hồng ngoại của Pd(CN)2, tại 2222 cm−1, là điển hình của các ion cyanide bắc cầu. Ngày nay, người ta biết rằng hợp chất thường được gọi là "palađi(II) cyanide" trên thực tế là một vật liệu nano tinh thể được mô tả chính xác hơn với công thức Pd(CN)2·0,29H2O. Phần bên trong của các tấm thực sự bao gồm các ion palađi phẳng vuông được liên kết bởi các nhóm cyanide bắc cầu nối liền nhau để tạo thành 4,4-lưới. Những tờ này là khoảng 3x3(nm) và kết thúc bởi một số lượng bằng nhau của các nhóm nước và cyanide duy trì tính trung lập điện tích của các tấm. Những tờ này sau đó xếp chồng lên nhau với rất ít thứ tự tầm xa dẫn đến các mẫu nhiễu xạ Bragg với các đỉnh rất rộng. Độ dài liên kết Pd-C và Pd-N, được xác định bằng cách sử dụng tổng nhiễu xạ neutron, đều là 1,98.

## Tính chất
Hợp chất này không hòa tan trong nước với tích số tan là log Ksp = -42.
Palađi(II) cyanide tạo ra đianion [Pd(CN)4]2−. Hằng số cân bằng cho phản ứng là:
PdL2+ + 4CN - ⇌ [Pd(CN)4]2− + L,L = 1,4,8,11-tetraazaundecane (2,3,2-tet) đã được tìm thấy có giá trị log K = 14,5. Kết hợp với sự hình thành phức hợp palađi với phối tử tetradentat:
[Pd(H2O)4]2+ + L ⇌ PdL2+ + 4H2O, log K = 47,9
cho:
[Pd(H2O)4]2+ + 4CN− ⇌ [Pd(CN)4]2− + 4H2O, log β4 = 62,3.
Đây dường như là hằng số cao nhất được biết đến với bất kỳ ion kim loại nào.
Ái lực của Pd đối với cyanide lớn đến mức kim loại palađi phản ứng với các dung dịch cyanide:
Pd(s) + 2H+ + 4CN− ⇌ [Pd(CN)4]2− + H2↑
Phản ứng này gợi nhớ đến quá trình cyanide để khai thác vàng, mặc dù trong phản ứng sau, O2 được đề xuất lựa chọn, để tạo H2O.
Trao đổi giữa ion cyanide tự do và [Pd(CN)4]2− đã được đánh giá bằng quang phổ 13C NMR. Sự trao đổi đó xảy ra ở tất cả khả năng minh họa của một số hợp chất không bền (phản ứng nhanh) nhưng cũng ổn định (hằng số hình thành cao). Tốc độ phản ứng được mô tả như sau:
Tỷ lệ = k2[M(CN)42−][CN-], trong đó k2 = 120M-1s -1
Các động lực lưỡng phân tử ngụ ý một con đường liên kết. Cơ chế liên kết của trao đổi đòi hỏi sự phản ứng hạn chế tỷ lệ của cyanide vào [Pd(CN)4]2−, có thể với sự trung gian của một loại pentacoordinat phản ứng cao [Pd(CN)5]3−. Để so sánh, hằng số tốc độ cho [Ni(CN)4]2− là > 500.000 M−1s−1, trong khi [Pt(CN)4]2− trao đổi chậm hơn ở 26M−1s −1. Các phản ứng kết hợp như vậy được đặc trưng bởi các entropi âm lớn của kích hoạt, trong trường hợp này: -178 và -143 kJ/(mol·K) cho Pd và Pt, tương ứng.

## Ứng dụng
Trong tổng hợp hữu cơ, palađi(II) cyanide được sử dụng trong quá trình tổng hợp olefin cyanide từ olefin. Nó còn là chất xúc tác trong phản ứng chọn lọc giữa cyanotrimetylsilan và oxiran.